# Martin Mysliveček
Martin Mysliveček (* 12. června 1950) je český klasický kytarista, hudební organizátor a hudební pedagog. Po studiích hry na kytaru na brněnské konzervatoři studoval hru na kytaru ny Vysoké hudební škole ve Výmaru. V současné době působí coby pedagog na Vysoké hudební škole v rakouském městě Grazu. Jedná se také o vůdčí osobnost Mezinárodního kytarového festivalu, který je každý rok pořádán v Mikulově.

## Ocenění
- 1975 První cena – Mezinárodní soutěž v Marneukirchenu
- 1976 Druhá cena – Mezinárodní kytarová soutěž Radio France v Paříži
- 1977 Kytarová soutěž Aliria Diaze v Caracasu.